# سلسلة العم دهب
سلسلة العم دهب أو سلسلة العم سكروتش، هي سلسلة قصص مصورة من إنتاج ديزني، تدور حول شخصية سكروتش ماكداك (أغنى بطة في العالم)، وابن أخيه دونالد داك، وأبناء أخيه هوي، ديوي، ولوي، ومغامراتهم في مدينة داكبورغ (مدينة البط) وحول العالم. نشرت السلسلة لأول مرة في العدد رقم 386 من مجلة Four Color Comics في مارس 1952، كسلسلة فرعية من سلسلة دونالد داك الشهيرة، وما زالت مستمرة حتى اليوم. أنتجت السلسلة تحت إشراف عدة ناشرين مختلفين، بما في ذلك Western Publishing (في البداية بالتعاون مع Dell Comics ولاحقًا عبر فرعها Gold Key Comics وطبعتها Whitman)، وGladstone Publishing، وDisney Comics، وGemstone Publishing، وBoom! Studios، وIDW Publishing. مرت السلسلة بفترات توقف متعددة متفاوتة الطول، رغم ذلك حافظت على نظام ترقيم موحد طوال تاريخها الذي يمتد لستة عقود، مع إضافة IDW ترقيمًا ثانويًا بدأ من العدد رقم 1.
بالإضافة إلى سكروج وعائلته، تشمل الشخصيات المتكررة في السلسلة جيرو غيرلوز، وجلادستون جاندير، وإيميلي كواكفاستر، وبريجيتا ماك بريدج. ومن بين الأعداء الذين يظهرون بشكل متكرر: عصابة بيغل بويز، وماجيكا دي سبيل، وجون دي روكرداك، وفلينتهارت غلومغولد. تُعتبر سلسلة العم سكروتش واحدة من العناوين الأساسية في "عالم البط" (Duck universe).
شكلت الأعداد الأولى من السلسلة، التي كتبها ورسمها الفنان الشهير كارل باركس (مبتكر شخصية سكروج ماكداك)، مصدر إلهام لمسلسل الرسوم المتحركة التلفزيوني قصص بطوطية الذي عُرض في أواخر الثمانينيات. تم اقتباس عدة قصص كتبها باركس ونُشرت في العم سكروتش كحلقات في مسلسل قصص بطوطية.

## وصلات خارجية
- Uncle Scrooge on Disney Comics Worldwide (DCW)
- Cover of all issues of Uncle Scrooge on outducks.org (click issue numbers)
- Uncle Scrooge sales figures, 1960-present on Comichron